# Cypripedium calceolus
Cypripedium calceolus là một loài phong lan Cypripedioideae, là loài tiêu biểu của chi Cypripedium.
Loài này phân bố khắp thế giói, từ châu Âu qua phía đông qua châu Á đến Thái Bình Dương..

## Hình ảnh

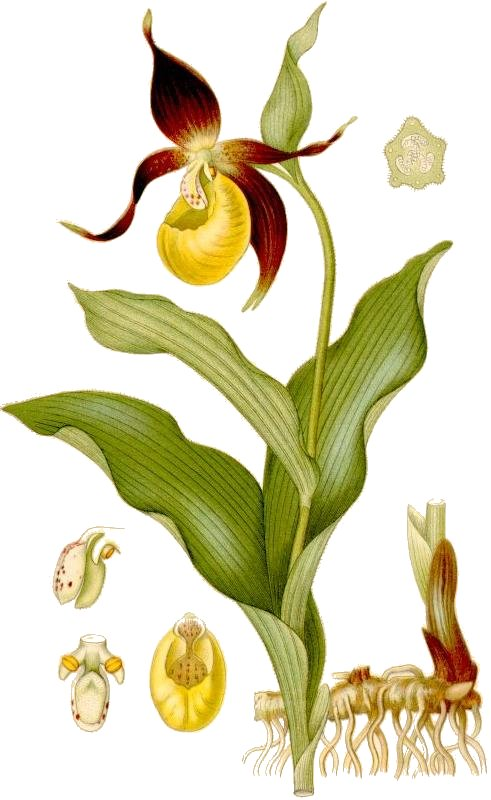
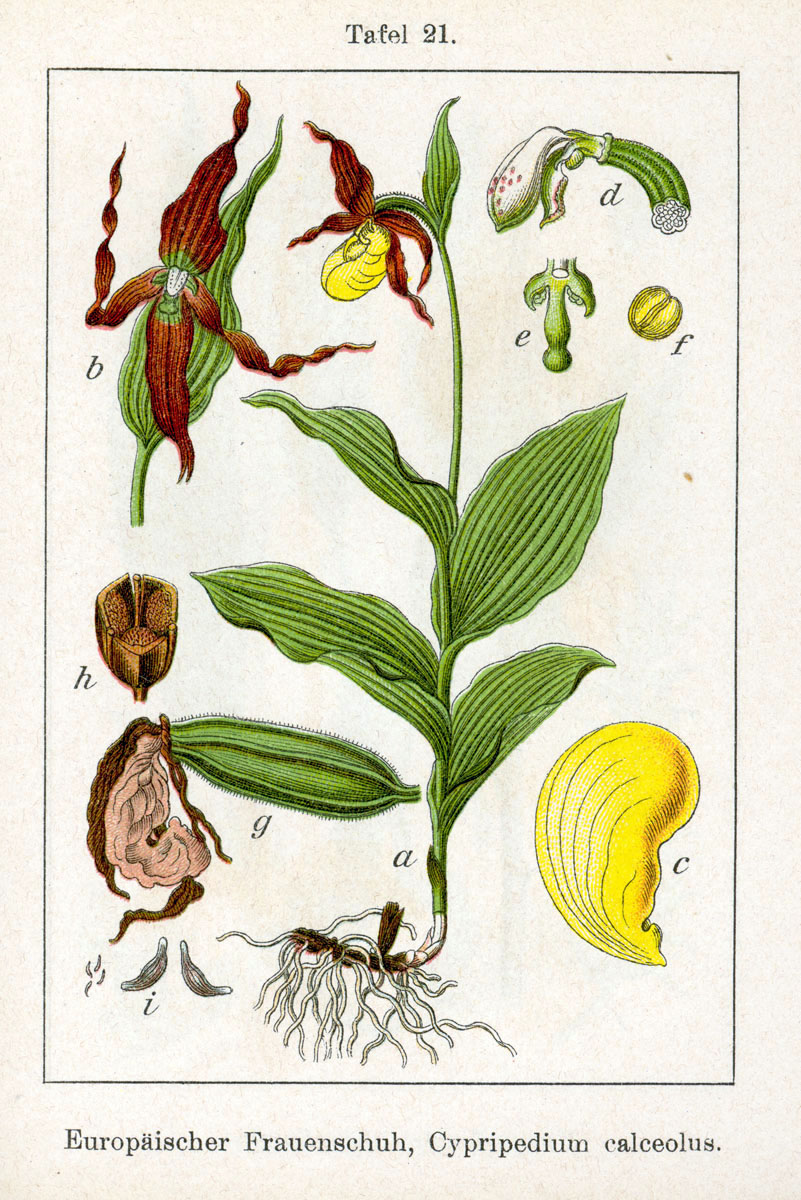
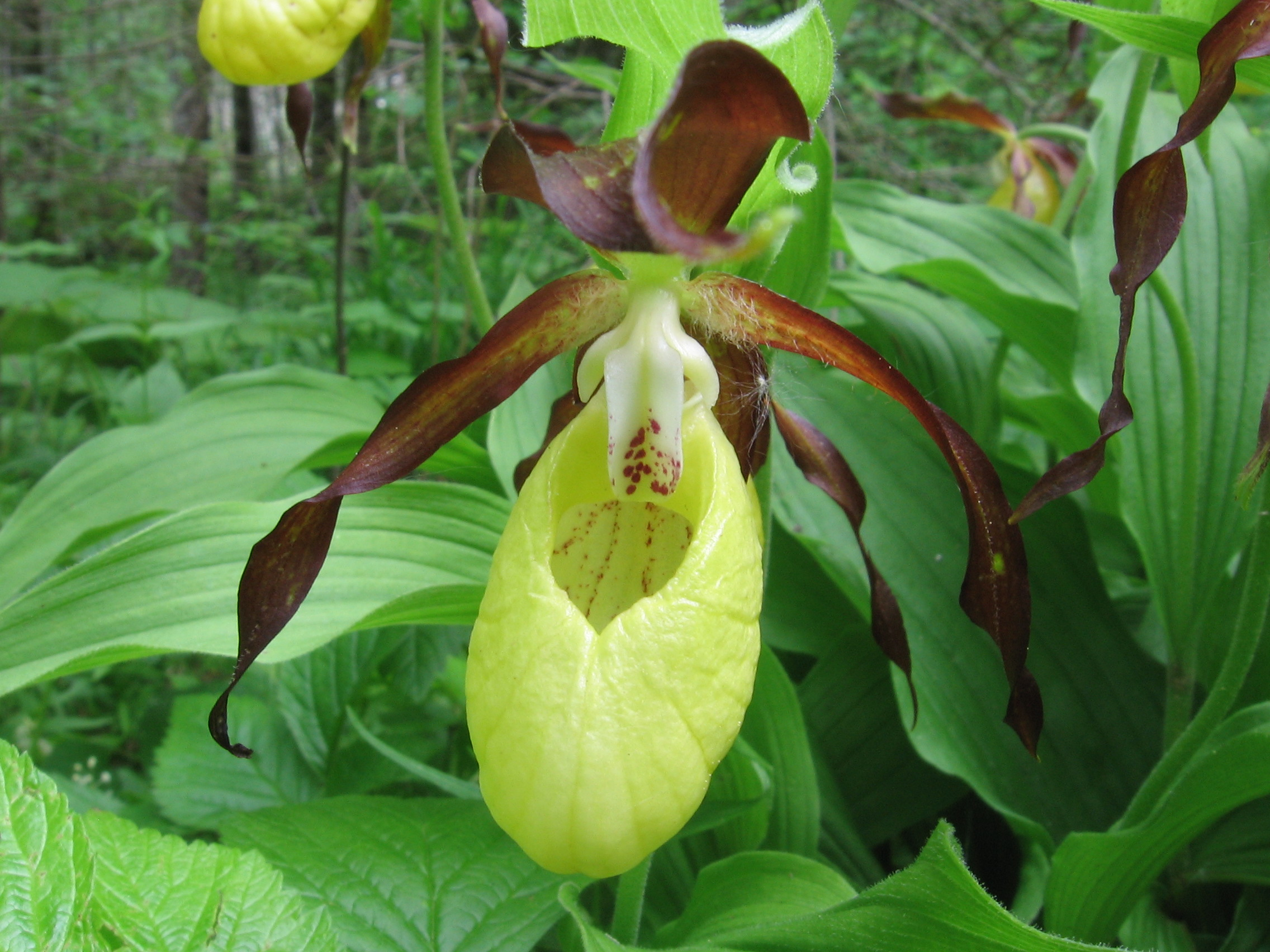
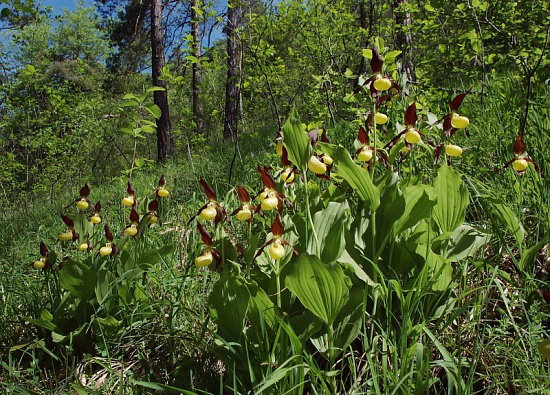